# 六絲鈍尾鰕虎魚
六絲鈍尾鰕虎魚（学名：Amblychaeturichthys hexanema）为輻鰭魚綱鱸形目鰕虎鱼科钝尾鰕虎鱼属的鱼类，俗名六丝矛尾鱼。分布于朝鲜、日本以及中国南海等海域，為底棲性魚類，可做為食用魚。该物种的模式产地在日本长崎。

## 扩展阅读
維基物種上的相關：六絲鈍尾鰕虎魚